# 西方文學理論
西方的文學理論開始於古典希臘時期的詩學與修辭學，而自十八世紀以後又加入了美學與詮釋學。在二十世紀，「理論」變成了一個包含各式各樣閱讀文本之學术研究方法的集合名詞，其中大部分是受到各種歐陸哲學流派的影響。（在許多學術討論中，「文學理論」與「歐陸哲學」幾乎是同義詞，雖然有些學者認為這兩者之間可以有一個明確的劃分。）

## 文學理論與文學
文學理論最基本的問題之一就是「什麼是文學？」；雖然許多當代理論家與學者認為「文學」這個名詞如果不是無法定義，就是可能指涉任何有關語言的使用。各家理論的區別不只在於它們的方法與結論上，甚至也在於它們如何定義「文本」。對某些文學學者來說，「文本」是指「歸屬於文學經典的書」。然而文學理論的原則與方法已經被應用在文化研究的相關領域中，比如非小說、大眾小說、電影、歷史文件、法律、廣告....等等。事實上，有些文化研究學者將諸如時尚、足球、暴動（riots）等文化事件也視為「文本」來進行詮釋。所以廣義來說，文學理論可以被理解為一種用於詮釋的普遍理論。
由於文學理論家經常採用異質性非常大的歐陸哲學與語言哲學，任何一種對他們研究方法的分類終將只是一種近似的作法。文學理論有許多「學派」或類型，採用不同的研究方法來理解文本。大部分的理論家會結合一種以上的研究方法（比如說，保羅·德曼（Paul de Man）的解構方法採用了以新批評（New Criticism）學家為開拓者的精讀傳統，而保羅·德曼本身則是接受歐洲詮釋學傳統的訓練。）
一般具有歷史重要性的文學理論學派包括有：新批評、形式主義、俄罗斯形式主义、結構主義、後結構主義、馬克思主義、女性主義、新歷史主義、解構主義、读者反应批评與对精神分析的批评。

## 文學理論流派
下面所列的是一些最為普遍認定的文學理論學派，以及他們的主要作者。（其中有許多作者，比如歷史學家及哲學家福柯與人類學者李維史陀，並不是文學批評家，而且也並非主要在作關於文學的著述。不過由於他們的作品對文學理論有深遠的影響，他們還是被放了進來。）
- 新批評（New Criticism）
  - 威姆塞特（W.K. Wimsatt）
  - 李維斯（F.R. Leavis）
  - 兰色姆（英语：John_Crowe_Ransom）（John Crowe Ransom）
  - 布魯克斯（Cleanth Brooks）
  - 羅伯特·潘·華倫（Robert Penn Warren）
  - 泰特（Allen Tate）
  - 理查茲（I.A. Richards）
  - 燕卜荪（William Empson）
  - 威利克韦勒克（英语：René_Wellek）（Réne Wellek）
- 俄國形式主義（Russian Formalism）
  - 什克洛夫斯基（Viktor Shklovsky）
  - 普羅普（Vladimir Propp）
  - 穆卡洛夫斯基（英语：Jan_Mukařovský）（Jan Mukarovsky）
  - 特尼亚洛夫（英语：Yury_Tynyanov）（Yury Tynyanov）
  - 艾肯保姆（英语：Boris_Eikhenbaum）（Boris Eikhenbaum）
- 德国诠释学（German hermeneutics）
  - 施莱尔马赫（Friedrich Schleiermacher）
  - 伽达默尔（Hans-Georg Gadamer）
  - 狄尔泰（Wilhelm Dilthey）
  - 奧爾巴哈（Erich Auerbach）
  - 海德格（Martin Heidegger）
- 讀者反應理論（Reader-Response Theory）
  - 現象學（Phenomenology）
    - 胡塞爾（Edmund Husserl）
    - 海德格（Martin Heidegger）
    - 伽达默尔（Hans-Georg Gadamer）

  - 伊瑟爾（Wolfgang Iser）
  - 姚斯（英语：Hans_Robert_Jauss）（Hans-Robert Jauss ）
  - 菲什（英语：Stanley_Fish）（Stanley Fish）
  - 里法特尔（英语：Michael_Riffaterre）（Michael Riffaterre）
  - 布莱奇（英语：David_Bleich_(academic)）（David Bleich）
- 結構主義（Structuralism ）
  - 雅各布森（Roman Jakobson）
  - 李維史陀（Claude Lévi-Strauss）
  - 早期的羅蘭·巴特（Roland Barthes）
  - 普羅普（Vladimir Propp）
  - 洛特曼（Jurij Lotman）
- 後結構主義（Post-structuralism）
  - 傅科（Michel Foucault）
  - 後期的羅蘭·巴特（Roland Barthes）
  - 德勒兹和瓜塔里（英语：Deleuze_and_Guattari）（Gilles Deleuze and Félix Guattari）
  - 克莉斯蒂娃（Julia Kristeva）
  - 莫里斯·布朗肖（Maurice Blanchot）
- 解构主义（Deconstruction）
  - 德希達（Jacques Derrida）
  - 保羅·德曼（Paul de Man）
  - J. 希利斯·米勒（英语：J._Hillis_Miller）（J. Hillis Miller）
- 馬克思主義（Marxism）
  - 馬克思（Karl Marx）
  - 卢卡奇（Georg Lukács）
  - 布萊希特（Bertolt Brecht）
  - 法蘭克福學派（Frankfurt School）
    - 阿多諾（Theodor Adorno）
    - 本雅明（Walter Benjamin ）

  - 威廉斯（Raymond Williams）
  - 伊格顿（Terry Eagleton）
  - 詹明信（Fredric Jameson）
  - 戈尔德曼（Lucien Goldmann）
  - 阿圖塞（Louis Althusser）
  - 马舍雷（英语：Pierre_Macherey）（Pierre Macherey）
- 女性主義（Feminism）
  - 吳爾芙（Virginia Woolf）
  - 西蒙·波娃（Simone de Beauvoir）
  - 凱特·米勒（Kate Millett）
  - 肖沃尔特（英语：Elaine_Showalter）（Elaine Showalter）
  - 法国女性主义（英语：Feminism_in_France）（French Feminism）
    - 克里絲蒂娃（Julia Kristeva）
    - 伊瑞葛来（Luce Irigaray）
    - 西蘇（Hélène Cixous）
- 酷儿理论（Lesbian/gay Theory）
  - 鲁宾（Gayle Rubin）
  - 保琳·帕尔默（英语：Pauline_Palmer）（Paulina Palmer）
  - 邦妮·齐默尔曼（英语：Bonnie_Zimmerman）（Bonnie Zimmerman）
  - 艾德丽安·里奇（Andrienne Rich）
  - 酷兒理論（Queer Theory）
    - 巴特勒（Judith Butler）
    - 塞奇维克（Eve Sedgewick ）
- 精神分析文学批评（英语：Psychoanalytic_literary_criticism）（Psychoanalytic criticism）
  - 佛洛伊德（Sigmund Freud）
  - 拉岡（Jacques Lacan）
  - 齐杰克（Slavoj Zizek ）
- 文化研究（Cultural studies）
  - 新歷史主義（New historicism ）
    - 葛林布萊特（Stephen Greenblatt）
    - 布魯斯（Susan Bruce）
    - 傅科（Michel Foucault）

  - 英国文化唯物主义（英语：Cultural_materialism_(cultural_studies)）（British Cultural Materialism）
    - 利维斯（F.R. Leavis）
    - 威廉斯（Raymond Williams）

  - 赫爾（Stuart Hall）
  - 保罗·吉尔罗伊（英语：Paul_Gilroy）（Paul Gilroy）
  - 约翰·吉洛里（英语：John_Guillory）（John Guillory ）
- 后殖民主义（Postcolonialism）
  - 法農（Frantz Fanon）
  - 薩伊德（Edward Said）
  - 史畢娃克（Gayatri Chakravorty Spivak）
  - 霍米·巴巴（Homi Bhabha）
- 後現代主義（Postmodernism）
  - 哈伯瑪斯（Jürgen Habermas）
  - 让-弗朗索瓦·利奥塔（Jean-Francois Lyotard）
  - 尚·布希亚（Jean Baudrillard）
  - 唐娜·哈拉维（Donna Haraway）

## 歷史
文學理論的實踐在二十世紀才成為一種專門職業，然而其歷史根源可以追溯到古希臘（朗基諾斯(Longinus)的《論崇高》與亞里士多德(Aristotle)的《詩學》常常被列舉為早期的例子），而十八到十九世紀的哲學家從古典哲學中發展出來的美學理論對於現今的文學研究也有重要的影響。而當然，文學的理論與批評和文學的歷史是緊密相關的。
不過「文學理論」的現代意義是大約從1950年代才開始的，當時結構主義語言學家索緒爾（Ferdinand de Saussure）開始強烈影響英語世界的文學批評。新批評家與各種受到歐洲影響的形式主義者（尤其是俄罗斯形式主義者）也曾經將他們某些更抽象的實踐描述為「具有理論性的」。然而直到英語學術世界開始感受到結構主義的廣泛衝擊以後，「文學理論」才成為一個獨立的知識領域。
在英國與美國的學界裡，文學理論最受歡迎的時期是從1960年代晚期（當時它的影響開始從如約翰·霍普金斯大學與耶魯大學這些精英大學裡散播出去）一直到1980年代（當時幾乎在各地都以某種形式在教授著它）。在這段期間，文學理論被認為是學院裡的新潮研究，絕大多數大學的文學系都試圖去教授和研究理論，並且將它編入課程中。由於理論的流行有如曇花一現以及其重要文本的用語艱澀難懂，理論常常被批評為趕時髦的愚民主義（faddish or trendy obscurantism）（許多那個時期如大衛·拉吉大卫·洛奇（David Lodge）的學術諷刺小說，就是以理論作為小說的主題而出名。）某些理論派與反理論派的學者都將1970與1980年代中對理論之學術價值的爭論稱之為「理論戰爭」。
到了1990年代初期，「理論」本身作為一種興趣對象的受歡迎程度漸漸衰退（連帶著純粹「理論學者」的工作機會也是），即使文學理論文本已經被編入幾乎所有的文學研究當中。從那時候起，以及到了2004年的現在，關於理論運用於文學研究上的爭議已經消失殆盡，而且文學與文化研究課題的討論現在也變得溫和了許多，不再那麼辛辣刺激。某些學者在他們的著述當中大量地使用理論，至於其他人則只是順帶一提，或者根本不提；無論如何，理論已經被公認為文學研究當中重要的一部分了。

## 各流派之間的差異
各種文學理論的知識傳統與關注命題經常有很基進的差異。有些差異實在太大，就連要找出彼此共通的一組術語來進行比較也不是簡單的工夫。
比如說，新批評家的著作經常隱含了一個道德立場，有時候甚至是關於宗教的：一個新批評家在閱讀艾略特（T.S. Eliot）或霍普金斯（Gerard Manley Hopkins）的詩時，可能會去看現代世界中認真找尋信仰的痛苦與矛盾，其詩中關於這樣的表達是否誠實。與此同時，一個馬克思主義批評家可能會覺得這只是一種意識形態上的評價，而非批判；馬克思主義者會說，新批評的閱讀沒有和這首詩的宗教立場維持一個夠批判的距離，以致無法好好了解它。又或者，一個後結構主義批評家可能會將一首詩中的宗教意涵當作某種寓言，討論詩中提到的「上帝」時，只討論其寓言的手法而不討論它提到的東西，迴避了上述的問題。
這種意見上的不一致無法輕易解決，因為這種不一致天生就存在於批評家彼此具有基進差異的術語與目標（意即，理論）中。他們的閱讀理論是源自於差異非常大的多個知識傳統：新批評家的著作奠基於美國東岸的學術與宗教傳統，馬克思主義思想是源自於對社會與經濟的批判，而後結構主義則興起於二十世紀的歐陸語言哲學之後。期待這些不同的研究方法會擁有許多共同之處，那就實在太天真了。因此將它們全部稱呼為「文學理論」，卻沒有體認到他們的異質性，這本身就是對其差異的一種簡化。
對某些文學理論來說（尤其是某些類型的形式主義），「文字文本」與其他類型文本的區別擁有至高無上的重要性。其他學派（尤其是後結構主義的各種形式：新歷史主義、解構、某些馬克思主義與女性主義流派）則試圖拆解兩者之間的區別，並且將詮釋文本的方法應用在範圍廣大的「文本」上，包括電影、非小說、歷史著作與文化事件。
各種文學理論之間另一個關鍵性的區別就是意向性（intentionality），意即是否著重作者本身對其作品的想法或意圖。對大部分的前二十世紀理論來說，作者的意向是決定詮釋文本是否「正確」的一個重要因素。新批評是第一個推翻作者在詮釋文本中擁有重要地位的學派，而更傾向在精讀中專注於「文本本身」之上。事實上，儘管形式主義與其之後的學派有數不完的爭論，他們都一同認為作家對其作品的詮釋，已經不再比其他人的詮釋更富有意義了。